# Сплюшка самарська
Сплюшка самарська (Otus everetti) — вид совоподібних птахів родини совових (Strigidae). Ендемік Філіппін. Раніше вважався підвидом філіпінської сплюшки, однак був визнаний окремим видом. Вид названий на честь британського колоніального адміністратора і колекціонера Альфреда Еверетта.

## Опис
Довжина птаха становить 22-25 см. Верхня частина тіла чорнувато-коричнева, тім'я і потилиця більш темні. Нижня частина тіла сірувата, груди більш темні, поцятковані темними смужками. Лицевий диск світло-сірий зі світлими краями, над очима світлі "брови", на голові пір'яні "вуха". Очі темно-карі, дзьоб темно-сірий.

## Поширення і екологія
Самарські сплюшки мешкають на островах Бохоль, Лейте, Самар, Біліран, Мінданао і Басілан. Вони живуть у вологих рівнинних і гірських тропічних лісах. Ведуть нічний спосіб життя, живляться комахами та іншими безхребетними. Гніздяться в дуплах дерев, в кладці 1-2 яйця.